# Karta powołania

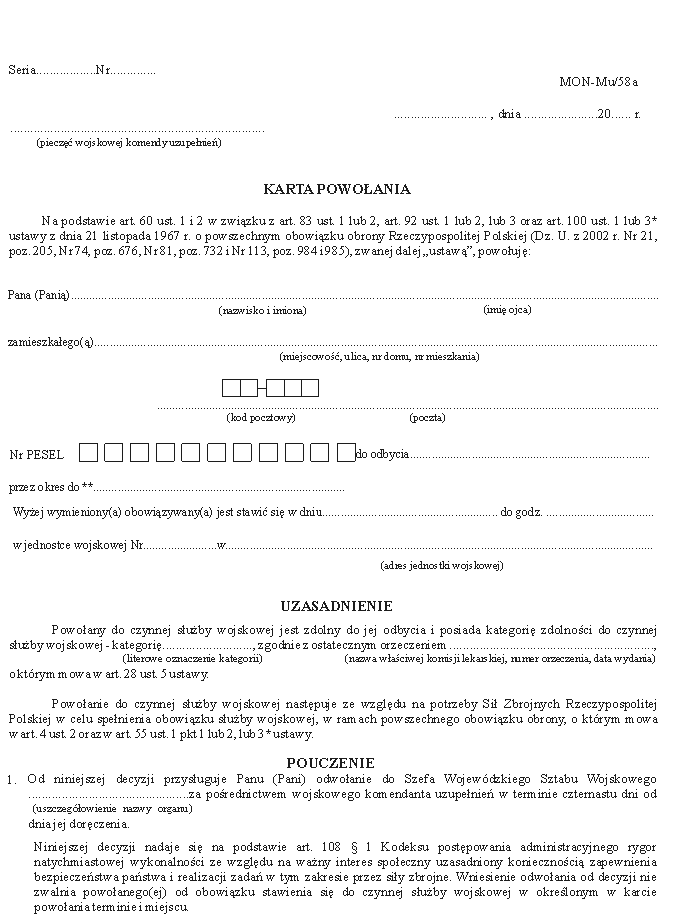
Karta powołania - przód

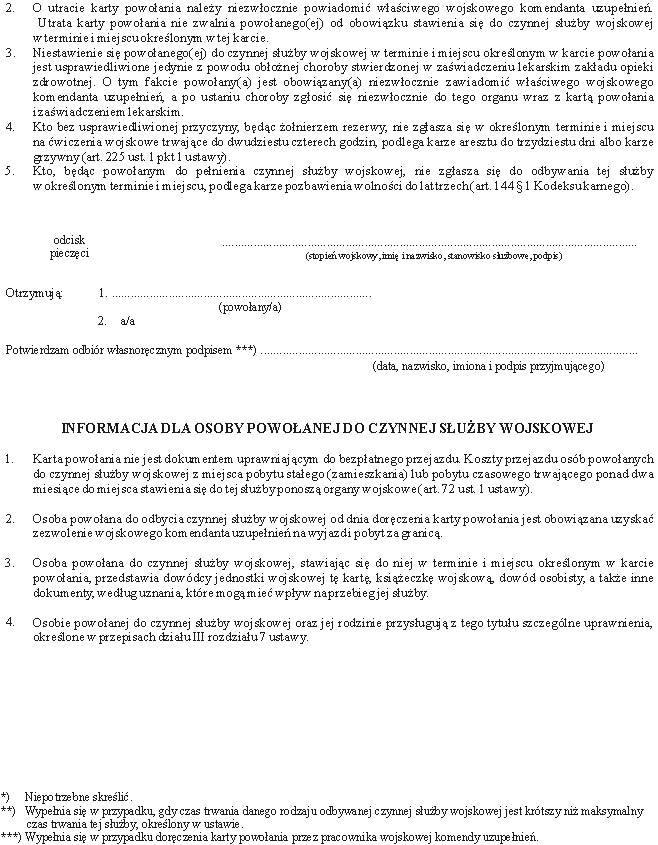
Karta powołania - tył

Karta powołania – dokument wystawiony do 2022 r. przez wojskowe komendy uzupełnień (od 2022 r. przez wojskowe centra rekrutacji), zawierający wezwanie do zgłoszenia się w określonym terminie i miejscu w celu odbycia czynnej służby wojskowej (zasadniczej służby, ćwiczeń wojskowych, wojskowej służby okresowej, służby w razie mobilizacji i w czasie wojny) lub wezwanie do służby pełnionej na zasadzie dobrowolnego zgłoszenia się (służba kandydatów na żołnierzy zawodowych itp.). Z uwagi na to, iż karta powołania uprawniała do bezpłatnego przejazdu koleją z miejsca zamieszkania do miejsca odbywania służby wojskowej, nazywana jest również biletem.